# Napad kod Botaničkog vrta 1941.
Napad na satniju ustaške sveučilišne bojne bombama i revolverima izvršila je 4. kolovoza 1941. grupa aktivista KPH i SKOJ-a u centru Zagreba, u Runjaninovoj ulici kod Botaničkog vrta.
Napad je izveden nakon desetodnevnih priprema, u neposrednoj organizaciji Pokrajinskog komiteta SKOJ-a. U tom periodu provođena je partijska linija odlučnog i trenutnog prelaska na beskompromisnu oružanu borbu, a među aktivistima KPH i SKOJ-a vladalo je uvjerenje da je moguće voditi oružanu borbu protiv režima NDH i okupatora i u gradovima.

## Pripreme
U zgradi studentskog doma u Runjaninovoj ulici nakon okupacije i uspostavljanja NDH smjestila se ustaška „sveučilišna bojna“. Aktivisti su uočili da se svakog dana u isto vrijeme, u 11:45 prijepodne, jedna satnija ove bojne postrojava ispred zgrade u neposrednoj blizini ograde Botaničkog vrta. Ta satnija bi zatim produžila paradnim korakom prema Hrvatskom narodnom kazalištu i dalje Frankopanskom ulicom u Gornji grad, kao smjena straže pred Pavelićevom rezidencijom i ostalim ministarstvima i institucijama NDH. Na osnovu ovog zapažanja razrađena je zamisao napada. 
U to vrijeme, sekretar sveučilišne organizacije KPH bio je Vicko Raspor. Istovremeno je bio i član Pokrajinskog komiteta SKOJ-a. Zajedno sa Slavkom Komarom, Milanom Borošakom, Tvrtkom i Dragom Seljanom i drugim studentima-komunistima izradio je plan napada. Za vođu napada odredili su Slavka Komara. Tada su Raspor i Komar cjelokupni plan izložili Vladi Popoviću koji se usuglasio, pa se moglo pristupiti izvršenju.
Sama lokacija je imala i simbolično značenje. Naime, na istom su mjestu 14. travnja 1937. godine frankovci noževima nasmrt izboli antifašistički opredijeljenog studenta Krstu Ljubičića. Komar je odlučio ustašama vratiti istom mjerom za učinjeno.
Za napad je određena grupa od 12 članova, koju su činili studenti Slavko Komar, Milan Borošak, Tvrtko Seljan, Drago Seljan i Ljubo Marković, radnici Anđelko Berislavić, Pero Rukavina i Ivo Gluhak, srednjoškolci Dušan Vidaković i Krešo Rakić i još dvojica kojima se ne znaju imena. U samom napadu bombama i revolverima sudjelovali su Komar, Tvrtko i Drago Seljan, Vidaković i Gluhak. Ostali su bili raspoređeni na osiguranja. Prema planu, šestorica su naoružana ručnim bombama i revolverima, a ostala šestorica samo revolverima. Nakon bacanja bombi, planirano je da se na ustaše otvori vatra iz revolvera. Akcija je zakazana za 4. kolovoza, a vrijeme od 26. srpnja do 3. kolovozaa iskorišteno je za uvježbavanje i utvrđivanje detalja plana.

## Napad
Dana 4. kolovoza u 11:45, prema utvrđenom planu, četvorica iz Botaničkog vrta i dvojica iz Runjaninove ulice bacili su bombe na postrojenu ustašku satniju. Mnogi ustaše popadali su po ulici. Međutim, tada je na napadače otvorena vatra iz stražarskog snajperskog gnijezda sa zgrade studentskog doma, koje napadači prethodno nisu primjetili. Uslijed toga, nije bilo moguće izvesti drugi dio plana i revolverima napasti ustaše, već se odmah moralo početi sa izvlačenjem utvrđenim pravcima.
Napad je izazvao veliku uzbunu i konfuziju. U neposrednoj blizini zatekla se četa poluvojničkog fašističkog udruženja „Hrvatski radiša“, pa udarna grupa nije uspjela spriječiti zatvaranje vrata Botaničkog vrta, tako da su trojica članova grupe bili uhvaćeni na licu mjesta. Ostali su se uspjeli izvući sa mjesta događaja, prolazeći kroz mnoge napete susrete i uzbudljive situacije.

## Reakcije
Ustaška vlast drastično je reagirala na ovaj napad. Već 5. kolovoza objavljeno je kako su strijeljana četvorica napadača. „Osim toga su osuđeni na smrt po senatu pokretnog prijekog suda kao saučesnici i intelektualni začetnici tog napadaja 98 Židova i komunista, te su strijeljani." Sutradan, 6. kolovoza, objavljeno je strijeljanje dodatnih "87 Židova i komunista“ kao „dalji saučesnici i intelektualni začetnici“ ovog napada. Ovoj akciji bila je posvećena i emisija Radio-Moskve. U toj emisiji navodilo se da je neprijatelj za odmazdu strijeljao 305 ljudi.
U svojim izjavama ustaška vlast objavila je da je u napadu ranjeno 28 ustaša, ali se u nekim izvorima spominje i veći broj mrtvih. Prema kasnijem izvještaju Rade Končara, smrtno su stradala dvojica ustaša, a ranjenih je bilo osamnaest.
Tijekom prva dva dana u ruke ustaša palo je petero sudionika u napadu i nekoliko suradnika. Od 12 sudionika u napadu 4. kolovoza 1941. samo su Slavko Komar i Dragan Seljan dočekali oslobođenje, dok je ostalih deset poginulo u borbi.
Slavko Komar opisao je ovaj događaj u zborniku "Revolucionarni omladinski pokret u Zagrebu".

## U popularnoj kulturi
Napad je prikazan u 3. epizodi TV-serije Nepokoreni grad, kao svojevrsni epilog zbivanja vezanih uz bijeg iz kerestinečkog logora. 